# 张院忠
张院忠（1959年11月—），男，汉族，内蒙古包头人，中华人民共和国政治人物。内蒙古大学汉语言文学系汉语言文学专业毕业，中国社会科学院硕士市场经济专业研究生课程班在职研究生学历。

## 生平
1979年9月，在内蒙古大学汉语言文学系汉语言文学专业学习。1983年6月加入中国共产党。1983年7月参加工作，任内蒙古大学汉语言文学系教师。1985年8月，任中共内蒙古自治区党委组织部盟市干部处副主任科员、主任科员。1992年5月，任中共呼和浩特市委组织部副部长。1994年3月，兼任土默特左旗旗委副书记。1995年10月，任呼和浩特市政府秘书长、党组成员（其间：1996年7月至1998年9月，在中国社会科学院硕士市场经济专业研究生课程班学习）。1999年1月，任中共呼和浩特市委常委、秘书长兼副市长。2004年4月，任中共呼和浩特市委常委、常务副市长。2006年9月，任内蒙古自治区发展和改革委员会副主任、党组成员。2007年7月，任内蒙古自治区人民政府副秘书长。2010年4月，任内蒙古自治区安全生产监督管理局局长、党组书记。2013年6月，任中共锡林郭勒盟盟委副书记、盟长。2015年2月，任中共锡林郭勒盟盟委书记。2016年1月，任中共内蒙古自治区党委常委。2016年3月，任中共内蒙古自治区党委常委、秘书长。2016年11月，任中共内蒙古自治区党委常委、包头市委书记。2020年1月，任内蒙古自治区人大常委会副主任、党组成员，包头市委书记。2023年1月，卸任内蒙古自治区人大副主任。。